# Fat Man
Fat Man (ang. Gruby Mężczyzna lub Gruby Człowiek) – plutonowa bomba atomowa, która w dniu 9 sierpnia 1945 została zdetonowana nad japońskim miastem Nagasaki. Jest to druga z dwóch broni jądrowych użytych podczas działań wojennych.
W odróżnieniu od zrzuconej trzy dni wcześniej na Hiroszimę bomby Little Boy zbudowanej ze wzbogacanego uranu, to urządzenie zawierało ładunek z plutonu. Bomba miała długość ponad 3,3 m, średnicę 1,5 m i ważyła 4,67 tony. Siła ładunku wynosiła ok. 21 kiloton trotylu (84 TJ (teradżule)). Została zrzucona przez pilota Charlesa Sweeneya z bombowca B-29 nazwanego przez załogę „Bockscar”.
Szacuje się, że w eksplozji w Nagasaki zginęło ponad 40 tysięcy ludzi. Tysiące osób zmarło później z powodu wybuchu bomby i oparzeń oraz setki innych z powodu choroby popromiennej.

Schemat bomby Fat Man
1. Bezpiecznik detonujący AN 219
2. Antena radaru Archie
3. Panel z bateriami (do detonacji ładunków wybuchowych)
4. Jednostka X – układ sterujący detonacją
5. Łącznik mocujący dwie elipsoidalne połówki bomby
6. Pięciokątne fragmenty materiału wybuchowego
7. Bloki materiału wybuchowego ułożone na wzór dwudziestościanu ściętego
8. Ogon bomby (model California Parachute)
9. Powłoka głowicy (1,4 metra średnicy wewnętrznej)
10. Stożki obudowujące całość głowicy
11. Materiał wybuchowy
12. Materiał rozszczepialny
13. Panel z przyrządami sterującymi (radar, czasomierz itp.)
14. Panel czujników barometrycznych